# Ines Milans
Ines Teresa Milans Del Bosch Aguilar, född 20 juni 1991 i Valencia, är en svensk-spansk skådespelare.
Milans har bland annat medverkat i filmerna Shoot och Gudstjänst. Hon har även medverkat i TV-serien Falkenberg forever.

## Filmografi (i urval)
- 2018 – Shoot
- 2020 – Falkenberg forever (TV-serie)
- 2024 – Gudstjänst